# Lorraine, New York
Lorraine är en ort i Jefferson County i delstaten New York, USA.